# 前野礼子
前野礼子（まえのれいこ　1963年1月20日-　）は日本の元女優。

## 来歴
東京都立忍岡高等学校在学中に東宝映画「病院坂の首縊りの家」で桜田淳子のそっくりさん公募に選ばれて吹き替えで出演。その後、勝アカデミーにて勝新太郎に師事。
ライフワーク企画、才賀京子事務所を経てフリーに。主に商業演劇で活動。
芸映タレントアカデミーにて長く講師も務める。

## 出演

### テレビ
- 走れ熱血刑事（テレビ朝日）
- 連続テレビ小説　まんさくの花（NHK）
- 時代劇スペシャル　快傑黒頭巾（CX）
- ザ・サスペンス　こども110番　ママが！(TBS)
- ザ・サスペンス　こども110番　ママが消えた夏休み(TBS)
- 火曜サスペンス　暗い落日(日本テレビ）
- ゴールデンワイド劇場　モンタージュ写真の謎　～私の夫は暴行魔!?（テレビ朝日）
- 月曜ドラマスペシャル　監察医藪野善二郎（TBS)
- 銀河テレビ小説　夏に逝く女　（NHK)
- 銀河テレビ小説　陽だまり横丁のラブソング　(NHK)

### 舞台
- 遥かなり山河